# Rheinmetall Automotive
Die Rheinmetall Automotive AG (vormals KSPG und Kolbenschmidt Pierburg) war bis 2021 die Automobilsparte von Rheinmetall. Der Industriebetrieb entstand 1997 durch die Fusion der KS Kolbenschmidt GmbH Neckarsulm mit der Pierburg GmbH Neuss und war daher an den verschiedenen Stammsitzen landläufig auch als Kolbenschmidt beziehungsweise Pierburg bekannt. An rund 40 Fertigungsstandorten in Europa, Nord- und Südamerika sowie in Japan, Indien und China beschäftigt das Unternehmen etwa 11.000 Mitarbeiter. Die Produktentwicklung erfolgt in Kooperation mit internationalen Automobilherstellern. Rheinmetall Automotive war einer der hundert größten Automobilzulieferer der Welt und ein wichtiger Partner der Automobilindustrie unter anderem bei Abgasrückführsystemen, Sekundärluftsystemen, Kühlmittelpumpen sowie Kolben für Pkw-Otto- und Dieselmotoren und im Nutzfahrzeug-Bereich. Im Frühjahr 2021 wurde die Zwischenholding Rheinmetall Automotive AG aufgelöst, die Töchter werden seitdem direkt von Rheinmetall geführt.

## Divisionen
Das Unternehmen war in drei „Divisionen“ unterteilt:
- „Hardparts“ fasst das Geschäft mit Kolben unter anderem für Pkw-, Nutzfahrzeug- und Großmotoren, Zylinderkurbelgehäuse und Zylinderköpfe sowie weitere Gussprodukte, Gleitlager und Stranggussprodukte zusammen,
- „Mechatronics“ ist spezialisiert auf Module und Systeme zur Schadstoffreduzierung, Magnetventile und Aktuatoren sowie Produkte für den Nutzfahrzeug- und Offroadbereich,
- „Aftermarket“ verantwortet das weltweite Ersatzteilgeschäft an Motoreninstandsetzer und freie Werkstätten in mehr als 130 Ländern unter dem Namen Motorservice.

## Unternehmensgeschichte

### Kolbenschmidt

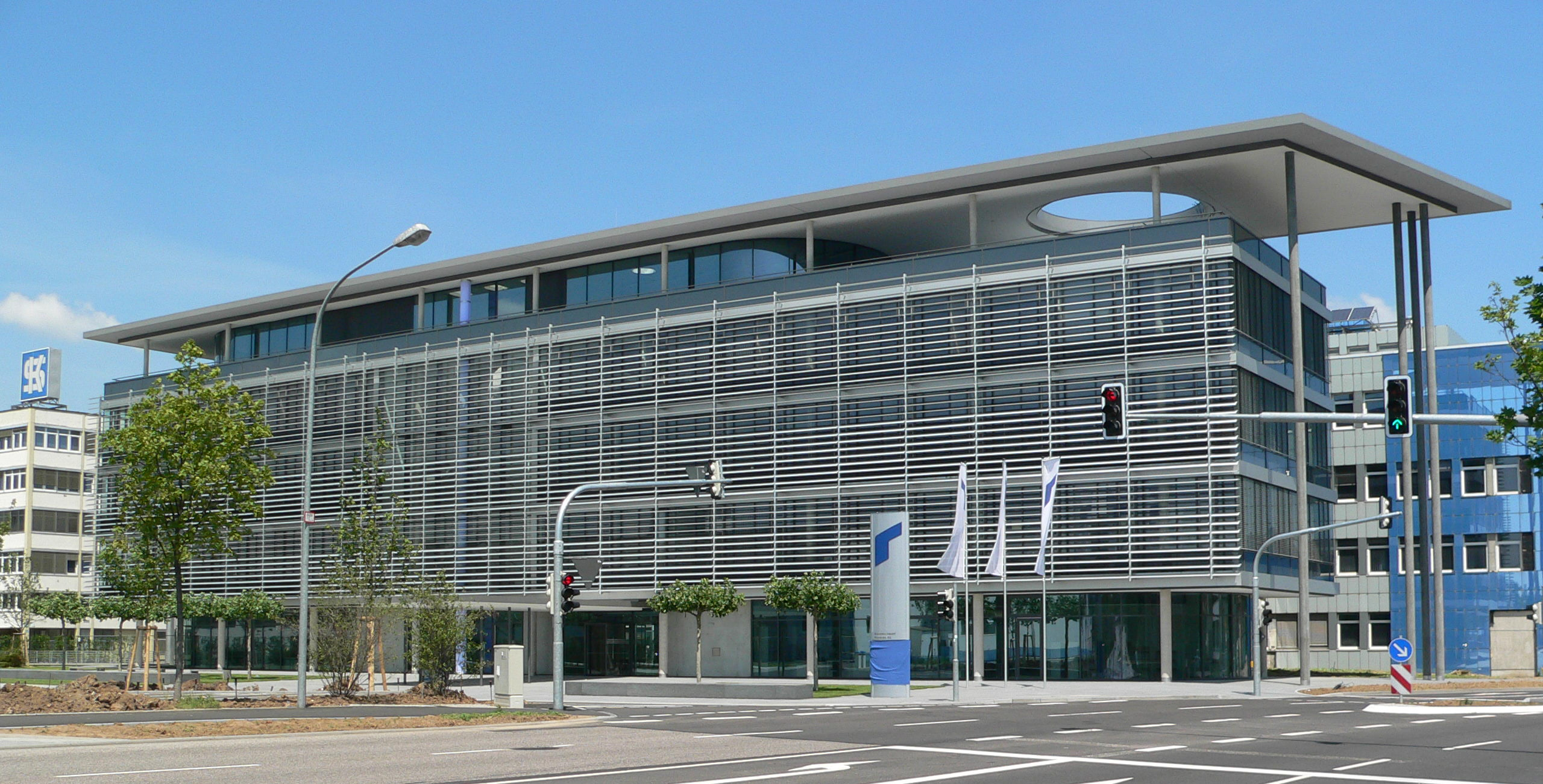
Hauptsitz von Rheinmetall Automotive in Neckarsulm

Karl Schmidt (1876–1954), Sohn des NSU-Gründers Christian Schmidt, gründete am 1. April 1910 in Heilbronn die Deutschen Ölfeuerungswerke. Schmidt hatte eine Ausbildung bei NSU und Austin genossen und war Oberingenieur und Prokurist von NSU. Er patentierte ein ölgefeuertes Schmelzverfahren für Metall, produzierte entsprechende Schmelzöfen und verarbeitete auch selbst Leichtmetall-Schrott. 1917 übersiedelte und expandierte der Betrieb nach Neckarsulm und produzierte dort nun auch Kolben-Rohlinge für die Automobilindustrie. 1924 wurde für eine abermalige Expansion die Metallgesellschaft aus Frankfurt Mehrheitseigner des Unternehmens, Gründer Schmidt stieg 1927 aus. 1934 wurde auch die Endfertigung von Kolben aufgenommen, 1937 die Ofenbau-Sparte verkauft. 
Das Neckarsulmer Werk wurde bei einem Luftangriff im März 1945 fast vollständig zerstört, nach dem Krieg jedoch wieder aufgebaut. Bis Februar 1948 war das im Wiederaufbau befindliche Werk für Reparationszwecke beschlagnahmt, bis April 1949 bestand eine Vermögenssperre. Im Jahr 1951 waren in Neckarsulm rund 1.100 Menschen bei Kolbenschmidt beschäftigt, im Werk Hamburg waren es 500. Das Unternehmen wuchs in den 1950er und frühen 1960er Jahren kontinuierlich. Die Entwicklung stagnierte leicht während der Rezession von 1966/67, doch war Kolbenschmidt 1969 dennoch mit fünf Werken und insgesamt 5400 Beschäftigten das größte Leichtmetall-Gusswerk in Europa und Marktführer unter den Kolben- und Lagerherstellern. 1972 führte man die Fertigung mit NC-Maschinen ein, ab 1976 kamen CAD-Programme zum Einsatz. 1978 überstieg der Jahresumsatz die Marke von 500 Millionen DM. In den 1980er Jahren expandierte das Unternehmen im Auslandsgeschäft und konnte damit den Konzernumsatz immens steigern. Gegen Ende der 1980er Jahre überschritt der Konzernjahresumsatz erstmals 1 Milliarde DM, wobei im Geschäftsjahr 1988/89 bei einem Jahresumsatz von 1,288 Mrd. DM der Auslandsumsatz 42,1 Prozent ausmachte. 1989 hatte die Kolbenschmidt AG 6389 Beschäftigte, davon 3412 im Stammwerk Neckarsulm. Nach wie vor befindet sich das Kolbenschmidt-Werk in unmittelbarer Nachbarschaft des ehemaligen NSU- und heutigen Audi-Werks. Gemeinsam stellen die Unternehmen mehr als die Hälfte der knapp 30.000 Arbeitsplätze in Neckarsulm.
Das Werk in Hamburg mit 1000 Arbeitsplätzen in den 1970er Jahren wurde trotz der Proteste der Belegschaft 2009 abgewickelt.
Die KSPG-Gruppe gründete 2014 mit HUAYU Automotive Systems Co., Ltd. (HASCO) das Joint-Venture KS HUAYU AluTech GmbH, das ebenfalls in Neckarsulm beheimatet ist. HASCO gehört mehrheitlich zur chinesischen SAIC. Beide Partner sind mit jeweils 50 Prozent an dem Gemeinschaftsunternehmen beteiligt.

### Pierburg
Bernhard Pierburg (1869–1942) gründete am 25. März 1909 gemeinsam mit seinen Brüdern Heinrich-Hermann und Wilhelm in Wilmersdorf bei Berlin das Stahlhandelsunternehmen Gebr. Pierburg oHG, das 1923 in eine Aktiengesellschaft umgewandelt wurde. 1926 erwarb Pierburg die insolvente Arthur Haendler & Cie., die in Lizenz französische Solex-Vergaser fertigte. 1928 wurde von Alfred Pierburg (1903–1975) ein eigener Vergaser entwickelt, der in Hanomag-Fahrzeuge eingebaut wurde. 1935 erfolgte die Gründung der Deutschen Vergaser-Gesellschaft (DVG), die künftig vom Stahlhandelsgeschäft getrennt operierte. Die Pierburg AG wurde 1938 liquidiert.
1937 gründeten die vier Söhne, darunter Alfred und Walter mit ihrem Vater Bernhard die Familien-Holding Gebr. Pierburg KG, unter deren Dach die Deutsche Vergaser-Gesellschaft mbH und die Autotechnik Beteiligungs- und Verwertungs GmbH zusammengeführt wurden. Durch bedeutende Rüstungsaufträge der DVG stieg Alfred Pierburg zum Wehrwirtschaftsführer West auf, der die Rüstungsproduktion im besetzten Frankreich koordinierte. Laut dem American Jewish Committee beschäftigte das Unternehmen während des Nationalsozialismus Zwangsarbeiter.
Die Produktionsanlagen der DVG wurden 1945 von Berlin in die Lausitz verlegt, dort nach Kriegsende jedoch beschlagnahmt und demontiert. Pierburg gelang der Aufbau eines neuen Unternehmens in Neuss und in West-Berlin, das mit der Produktion von Vergasern abermals zu bedeutender Größe anwuchs. Zur DVG gehörte die Pallas Apparate GmbH, die unter der Marke Pallas Vergaser für Mopeds und Motorräder herstellte und vertrieb. Zwischen 1958 und 1982 unterhielt die DVG in ihrem 1981 geschlossenen Berliner Werk das Deutsche Vergaser-Museum mit ca. 500 Ausstellungsstücken. 1986 wurde Pierburg von Rheinmetall erworben. Weitere Werke bestehen / bestanden in Nettetal: ursprünglich Rokal, 1978 von Pierburg übernommen, 2015 geschlossen sowie in Hartha, das 1992 von der Treuhand erworben wurde. Die Werke in Nettetal und Neuss wurden 2015 im neu gegründeten Standort Niederrhein in Neuss vereint.
In den 1970er Jahren kam es in Neuss zu einem der ersten wilden Streiks in Deutschland. Am 18. August 1973 begann ein Streik über 5 Tage an dem sich 2000 Arbeiter mit Migrationshintergrund beteiligten. Sie forderten „1 Mark mehr“ und Abschaffung der Leichtlohngruppe II.  Der Kölnische Kunstverein zeigte im Jahr 2005 erstmals die 1974 entstandene Dokumentation Ihr Kampf ist unser Kampf über einen wilden Streik bei Pierburg in Neuss 1973. Die Arbeitsniederlegung von mehreren hundert Migranten sollte mit zum Modell für die Arbeitskämpfe des Jahres 1973 werden.
2014 wurde das Werk Niederrhein auf der Hafenmole in der Neusser City bezogen. In den Standort mit rund 700 Mitarbeitern wurden insgesamt rund 50 Mio. Euro investiert. Im Fokus steht hier die Fertigung von Komponenten zur Schadstoffreduzierung und Verbrauchsminderung, insbesondere  Magnetventile und Abgasrückführkühler. Der neue Standort sollte in seinen Produktbereichen zu einem Leitwerk innerhalb der internationalen Struktur von Pierburg werden.

### Motorservice
Die Division „Aftermarket“ wurde unter der Marke Motorservice geführt und war auf das nationale und internationale Ersatzteilgeschäft spezialisiert. Die Motorservice Gruppe war ein führender Anbieter von Motorkomponenten für den freien Ersatzteilmarkt mit den Premium-Marken KOLBENSCHMIDT, PIERBURG und TRW Engine Components. Die Motorservice Gruppe beschäftigte 2013 weltweit knapp 600 Mitarbeiter. 